# Go to Nassau
Go to Nassau je koncertní dvojalbum americké rockové skupiny Grateful Dead, vydané 22. října roku 2002 u Arista Records. Album bylo nahrané ve dnech 15. - 16. května roku 1980 v Uniondale, ve státě New York.

## Seznam skladeb
| Disk 1 | Disk 1               | Disk 1                               | Disk 1 |
| Pořadí | Název                | Autor                                | Délka  |
| ------ | -------------------- | ------------------------------------ | ------ |
| 1.     | Jack Straw           | Robert Hunter, Bob Weir              | 6:34   |
| 2.     | Franklin's Tower     | Hunter, Jerry Garcia, Bill Kreutzman | 11:58  |
| 3.     | New Minglewood Blues | trad, arr. Weir                      | 7:35   |
| 4.     | High Time            | Hunter, Garcia                       | 8:52   |
| 5.     | Lazy Lightnin'       | John Barlow, Weir                    | 3:44   |
| 6.     | Supplication         | Barlow, Weir                         | 6:41   |
| 7.     | Peggy-O              | trad., arr. Grateful Dead            | 7:32   |
| 8.     | Far From Me          | Brent Mydland                        | 4:02   |
| 9.     | Looks Like Rain      | Barlow, Weir                         | 8:12   |
| 10.    | China Cat Sunflower  | Hunter, Garcia                       | 5:16   |
| 11.    | I Know You Rider     | trad., arr. Grateful Dead            | 6:30   |

| Disk 2 | Disk 2                          | Disk 2                    | Disk 2 |
| Pořadí | Název                           | Autor                     | Délka  |
| ------ | ------------------------------- | ------------------------- | ------ |
| 1.     | Feel Like a Stranger            | Barlow, Weir              | 9:29   |
| 2.     | Althea                          | Hunter, Garcia            | 8:22   |
| 3.     | Lost Sailor                     | Barlow, Weir              | 5:49   |
| 4.     | Saint of Circumstance           | Barlow, Weir              | 6:45   |
| 5.     | Alabama Getaway                 | Hunter, Garcia            | 4:50   |
| 6.     | Playing in the Band             | Hunter, Mickey Hart, Weir | 8:03   |
| 7.     | Uncle John's Band               | Hunter, Garcia            | 8:25   |
| 8.     | Drums                           | Hart, Kreutzman           | 5:26   |
| 9.     | Space                           | Grateful Dead             | 2:46   |
| 10.    | Not Fade Away                   | Buddy Holly, Norman Petty | 4:52   |
| 11.    | Goin' Down the Road Feelin' Bad | trad., arr. Grateful Dead | 6:49   |
| 12.    | Good Lovin'                     | Artie Resnick, Rudy Clark | 7:23   |

## Nahráno
- 15. května 1980 (Disk 1: skladby 1–2 a 5–8 a disk 2: skladby 5–12)
- 16. května 1980 (Disk 1: skladby 3–4 a 9–11 a disk 2: skladby 1–4)

## Sestava
- Jerry Garcia – sólová kytara, zpěv
- Bob Weir – rytmická kytara, zpěv
- Phil Lesh – basová kytara
- Brent Mydland – klávesy, zpěv
- Mickey Hart – bicí, perkuse
- Bill Kreutzman – bicí